# 蘸醬

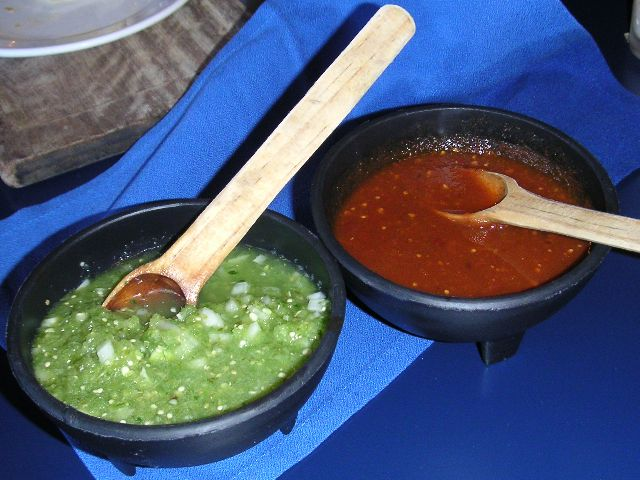
墨西哥沙拉酱

蘸醬（英語：Dipping sauce）是食物的調味品，常用在手指食物和開胃菜中。人們使用各種形式的蘸醬歷史已經超過數千年。